# Silvânia
Silvânia  est une municipalité brésilienne de l'État de Goiás. Sa population était estimée à 20 106 habitants en 2014. Elle s'étend sur 2 265 km2.
La forêt nationale de Silvânia s'étend sur le territoire de la municipalité.

## Maires
| Période | Période | Identité                      | Étiquette | Qualité |
| ------- | ------- | ----------------------------- | --------- | ------- |
| 2009    | 2012    | Gilda Alves de Oliveira Naves | PSDB      |         |

1. ↑  IBGE